# Sárgatorkú tüskefarkú
A sárgatorkú tüskefarkú (Certhiaxis cinnamomeus) a madarak (Aves) osztályának verébalakúak (Passeriformes) rendjébe és a fazekasmadár-félék (Furnariidae) családjába tartozó faj.

## Rendszerezése
A fajt Johann Friedrich Gmelin német természettudós írta le 1788-ban, a Certhia nembe Certhia cinnamomea néven.

## Alfajai
- Certhiaxis cinnamomeus cearensis (Cory, 1916)
- Certhiaxis cinnamomeus cinnamomeus (Gmelin, 1788)
- Certhiaxis cinnamomeus fuscifrons (Madarasz, 1913)
- Certhiaxis cinnamomeus marabinus Phelps & Phelps, 1946
- Certhiaxis cinnamomeus orenocensis Zimmer, 1935
- Certhiaxis cinnamomeus pallidus Zimmer, 1935
- Certhiaxis cinnamomeus russeolus (Vieillot, 1817)
- Certhiaxis cinnamomeus valencianus Zimmer & Phelps, 1944[2]

## Előfordulása
Dél-Amerikában, Argentína, Bolívia, Brazília, Kolumbia, Francia Guyana, Guyana, Paraguay, Peru, Suriname, Trinidad és Tobago, valamint Uruguay és Venezuela területén honos.
Természetes élőhelyei a szubtrópusi és trópusi mangroveerdők és cserjések, mocsarak, folyók és patakok közelében. Állandó, nem vonuló faj.

## Megjelenése
Testhossza 13–16 centiméter, testtömege 13–17 gramm.

## Életmódja
Ízeltlábúakkal táplálkozik.

## Természetvédelmi helyzete
Az elterjedési területe rendkívül nagy, egyedszáma viszont csökken, de még nem éri el a kritikus szintet. A Természetvédelmi Világszövetség Vörös listáján nem fenyegetett fajként szerepel.